# Bors Jenő
Bors Jenő, eredeti neve Biermann Jenő (Moszkva, 1931. január 24. – Budapest, 1999. március 26.) a magyar lemezkiadás meghatározó alakja, a Magyar Hanglemezgyártó Vállalat igazgatója 1965–1990 között és a Magyar Hangfelvétel-kiadók Szövetsége örökös tiszteletbeli elnöke volt. Landler Jenő politikus unokája.

## Élete
Illegális kommunista szülei Szovjetunióbeli emigrációja idején született. Édesanyja Landler Jenő leánya volt. Édesapját 1938-ban kivégezték. 1946-ban telepedett Magyarországra.
1948 és 1952 között a Magyar Közgazdaságtudományi Egyetemen tanult. 1950 és 1956 között igazi lelkes kommunistaként dolgozott az ifjúsági mozgalom apparátusában (DISZ, DIVSZ). Az 1956-os forradalom idején részt vett a civilekre leadott sortűzben.
1957-ben az Express Ifjúsági Utazási Iroda igazgatóhelyettese lett. 1959-ben főelőadóként a Külkereskedelmi Minisztériumba került. Itt később az „elvi-távlati tervek” osztályát vezette.
1965-ben az addigi, iskolázatlan lemezgyári vezetővel elégedetlen Művelődésügyi Minisztérium új igazgatót keresett a vállalat élére, így esett a választás korábbi munkáját megunt, zenekedvelő Bors Jenőre, aki február 15-én lépett be. Mivel a „szocialista kultúra” terén egyedül a lemezkiadás nem részesült állami támogatásban, hamar megértette, hogy az eladási számokra kell koncentrálni, ami korábban mellékes szempont volt. A hivatalos elvárás, különösen Aczél György részéről a komolyzene minél nagyobb aránya volt, ennek biztosítása sok sérelemmel járt, ami már két év múlva majdnem Bors eltávolításához vezetett, de a jó statisztikák megmentették a helyét.
A könnyűzenei kiadáspolitika végig őrlődés volt a pártvezetés és az előadók között. Leghangosabb ellenségeit itt szerezte. Szörényi Levente Utazás c. lemezének, illetve Koncz Zsuzsa Ha én rózsa volnék-dalának „betiltása” után óvatossá vált, ami oda vezetett, hogy poplemezeknél személyesen láttamozta, olykor átfogalmaztatta a szövegeket.
Az 1970-es évek elején indult rendkívül tehetséges muzsikusnemzedékből (pl. Kincses Veronika, Kocsis Zoltán, Perényi Miklós, Ránki Dezső, Sass Sylvia, Takács Klára, az ekkorra beérő Liszt Ferenc Kamarazenekar) kiválasztott 15–20 nevet, akiket a következő két évtizedben a Hungaroton menedzselt a lemezpiacon. Állandó koncertjáróként jól mérte fel, hogy kik az „exportképes” művészek. Az ő felvételeik tartották el a céget. Állami támogatás híján, könyörtelen „tőkésként” irányított, amit a pártvezetés az eredményeket látva eltűrt. Létfontosságú volt a devizabevétel a nyugat-német alapanyag folyamatos beszerzéséért, a műszaki fejlesztésért.
1976-ra tudta kilobbizni a saját gyártóüzemet Dorogon. Ezzel sikerült a minőséget világszínvonalúra, a termelést évi 10 millió hanghordozóra növelni. A  nyolcvanas években Bors és a vállalat nemzetközi megbecsülése a csúcsára jutott. Innen már csak egy „multihoz” csatlakozva lehetett volna továbblépni, de ekkor jött a rendszerváltás, és a felálló Antall-kormány, egy elégedetlen csoport hatására leváltotta (nyugdíjazta) az akkor még állami vállalat éléről. Ekkor sok, korábban vele ellenséges, sértett művész is a pártjára állt.
Lendülete ekkor még nem tört meg. Saját céget alapított Quint Hanglemezkiadó Kft. néven. 1992-ben ezzel sikerült a korábban tervezett EMI-fúzió. (Itt megjelentette a Beatrice szocializmus idején vállalhatatlan felvételét.) Hét évig vezette vállalkozását, aztán fáradtságra hivatkozva visszavonult.

## Kapcsolódó oldalak
- Erdős Péter (menedzser)